# Governadoria-geral da Lituânia

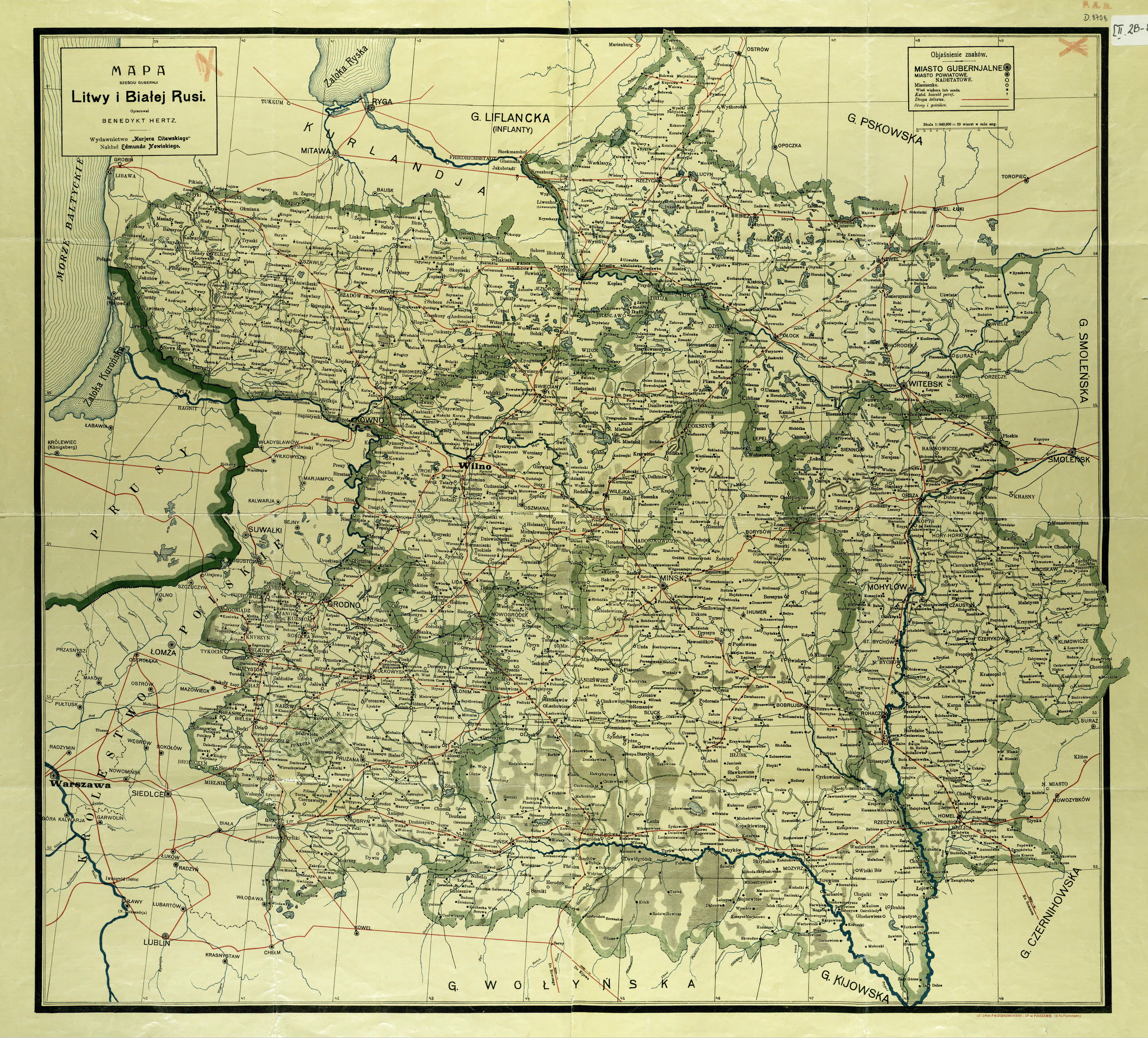
Mapa dos gubernias do noroeste do Império Russo (Lituânia e Bielorrússia),

Governadoria-geral da Lituânia (russo: Литовское генерал-губернаторство, lituano: Lietuvos generalgubernatorija), até de 1830, ou Governadoria-geral de Vilna (russo: Ви́ленское генера́л-губерна́торство, lituano: Vilniaus generalgubernatorija), foi uma governadoria-geral do Império Russo de 1794 a 1912. Abrangia principalmente as gubernias de Vilna, Grodno e Kovno. Os Governadores-gerais também eram comandantes do Distrito Militar de Vilna. De acordo com o Censo do Império Russo, a governadoria-geral tinha 4.754.000 residentes em 1897.

## História
A governadoria-geral foi estabelecida em novembro de 1794, quando os territórios do Grão-Ducado da Lituânia foram incorporados ao Império Russo após a Terceira Partição da Comunidade Polaco-Lituana. O núcleo da governadoria-geral era o atual território da Lituânia e da Bielorrússia ocidental. Em 1794-1797, a governadoria-geral era composto por dois gubernias, Vilna e Slonim, que foram fundidos no Gubernia da Lituânia por Paulo I da Rússia. Após seu assassinato, o gubernia foi novamente dividido nos gubernias de Vilna e Grodno. Em 1834, a Gubernia de Kovno foi formado a partir dos sete powiats ocidentais da Gubernia de Vilna. O governadoria-geral incluiu temporariamente outros territórios também:
- Gubernia de Minsk (1834–1852, 1862–1870);
- Gubernia de Vitebsk (1862-1869);
- Gubernia de Mogilev (1862-1869);
- Quatro uezds do Gubernia de Augustów (1863-1864).

## Divisão Administrativa
A governadoria-geral incluía:
- Gubernia de Vilna (a partir 1797, Gubernia da Lituânia, fundindo-se com Slonim; a partir 1801, Gubernia de Vilna, foi separada novamente sob o nome de Gubernia da Lituânia-Vilna, até 1840);
- Gubernia de Kovno (a partir de 1842);
- Gubernia de Slonim (a partir de 1797, Gubernia da Lituânia, pela fusão com Vilna; a partir de 1801, foi separada novamente sob o nome de Gubernia da Lituânia-Grodno, até 1840, depois Gubernia de Grodno).

A partir 1842, a governadoria-geral incluía 3 gubernias, Vilna, Grodno e Kovno.
Em 1912, a governadoria-geral foi abolida.